# 石油元売
石油元売（せきゆもとうり）とは、日本で1949年（昭和24年）4月1日に始まった石油元売制度に由来する石油卸売業者。
石油元売制度の下では日本政府が認め登録した元売業者だけが石油元売会社であったが、元売制度は石油製品配給規則の廃止とともに消滅し、以後は公式な石油元売の定義は存在せず、精製と販売の事業を大規模に行う石油関連の企業を示すことが一般的である。

## 元売制度の発足

### 登録
日本では戦時下の1939年9月の石油配給統制規則による石油共販、1942年6月の石油配給統制、戦後の1946年10月の石油配給、1947年6月の石油配給公団など10年間にわたって石油の配給統制が行われたが、1949年（昭和24年）4月1日に民営化され石油元売制度が始まった。日本国内での石油精製が再開され、精製設備ないしは輸入基地を持ち、配給能力を有すると認められた事業者が「登録元売業者」に指定された。
1949年（昭和24年）3月に以下の10社が元売業者に登録された。
- スタンダード・ヴァキューム
- シェル（1948年10月にライジングサンから改称）
- カルテックス
- 日本石油
- 昭和石油

- 日本鉱業
- 三菱石油
- ゼネラル物産
- 出光興産
- 日本漁網船具

1949年（昭和24年）8月には丸善石油、興亜石油、大協石油が登録された（二次登録元売）。しかし、興亜石油の辞退などによって石油元売12社体制として確立された。
なお当時、製油所を持たず、原油を輸入して精製業者に委託精製を行っていた元売は「純元売」と呼ばれた（出光興産、ゼネラル物産、シェル石油、日本漁網船具）。

### 流通
石油流通では石油元売と直接に販売契約を結んで購入している店を「二者」、特約店と販売契約を結んでいる店を「三者」という。このうち三者販売店はサブ店ともいう。ただし、店舗の社有、二者、三者の分類基準は、石油元売ごとに異なった集計が行われており、二者と三者の外数を社有として定義している元売もあれば、100%子会社の場合のみを社有とする場合など分類の方法は一致していない。
第二次世界大戦前の日本では鉄道駅渡し（オンレール渡し）や最寄港での本船渡し（オンボード）が一般的だったが、製品の品質管理や出荷先管理が困難になることから、戦後、石油元売は店舗へのローリーによる持ち届け制度を普及させた。

## 配給規則廃止後
1952年（昭和27年）に燃料油の配給・価格統制は廃止された。元売制度は石油製品配給規則の廃止とともに消滅した。以後、「石油元売」は石油製品の一次卸事業者の総称として用いられるようになり、一般的には原油探鉱開発、タンカー会社、精製会社、物流会社まで支配下におくメーカーを呼ぶようになった。
なお、軽油については、1956年（昭和31年）5月に地方税法に軽油取引税が追加され、日本石油精製など103社が軽油元売業者に指定された。

### 石油元売の分類
石油元売は国際石油資本（メジャー）との関係から、これらの企業と資本関係を有する外資系元売と、その他の民族系元売に分けられた。

### 企業再編の進行
2020年（令和2年）7月時点で、日本の石油元売は5社ある。1980年代初めには国内15社を数えたが、燃料油の国内需要減少に伴い、1981年（昭和56年）に石油審議会が出した提言に沿って再編が進展した。
- ENEOS - 国内燃料油市場占有率1位
- 出光興産 - 同2位
- コスモ石油 - 同3位
- 太陽石油 - 同4位
- キグナス石油 - 同5位、コスモエネルギーホールディングスが資本参加（製品の仕入れは、ほぼ全量をコスモ石油から行っている）

日本でのガソリンスタンドは上記の5社の直営と特約店、販売店（俗に言うスーパーディーラーを含む）の他に、大手総合商社系（伊藤忠エネクス、三菱商事エネルギー、丸紅エネルギー、兼松ペトロなど）や農業協同組合(JA)系（JA-SS、北海道はホクレンSS）が存在し、ガソリンスタンド総数は30,070店（2019年3月末時点）である。商社系は日本国内のガソリンの1割以上を販売しており、JA全農も約5 %を販売しているが、直営系の比率が増大傾向にある。